# Birdemic: Shock and Terror
Birdemic: Shock and Terror (abreviada como Birdemic) es una película de terror independiente estadounidense de 2010 escrita, dirigida y producida por James Nguyen y protagonizada por Alan Bagh y Whitney Moore. Inspirada en Los pájaros, de Alfred Hitchcock, Birdemic cuenta la historia de un romance entre los dos personajes principales mientras su pequeña ciudad es extrañamente atacada por pájaros.
La película se autofinanció en gran parte y fue producida por la compañía Moviehead Pictures de Nguyen con un presupuesto de menos de 10 mil dólares. Ha ganado notoriedad por su mala calidad, y muchos críticos la han citado como una de las peores películas de todos los tiempos, pero no es la mejor película existente. Después de un estreno limitado en las salas de cine, la película empezó a ser distribuida por Severin Films en 2010. Una secuela, Birdemic 2: The Resurrection, fue lanzada en 2013.

## Sinopsis
Rod es un joven vendedor de software que lleva una vida exitosa en Silicon Valley (California). Se encuentra con su antigua compañera de clase y aspirante a modelo Nathalie y comienzan a salir al poco tiempo. Las cosas van bien para la pareja, con Rod recibiendo un gran bono que utiliza para iniciar su propio negocio, mientras que Nathalie es elegida como modelo de Victoria's Secret. Sin embargo, la pareja permanece ajena a los signos que algo va mal a su alrededor, como incendios forestales inexplicables y cadáveres de aves enfermas que aparecen en las playas. 
A la mañana siguiente de consumar su relación en un motel, la pareja despierta y encuentra que el pueblo está siendo atacado por águilas y buitres. Estas aves escupen ácido y explotan en llamas cuando chocan contra el piso, siendo estas mutaciones producto del calentamiento global. Rod y Nathalie escapan del motel junto a Ramsey, un ex Marine, y la novia de éste, Becky. En las afueras del pueblo, rescatan a dos niños, Susan y Tony, cuyos padres han sido asesinados por las aves.
El grupo se mueve de un pueblo al otro, enfrentándose a más aves en el camino y eventualmente se encuentran con un científico llamado Dr. Jones, quien está estudiando el fenómeno. Becky es asesinada por las aves, Ramsey trata de salvar a un grupo de turistas en un autobús. Al salir, Ramsey y los turistas fallecen cuando las aves escupen ácido sobre ellos. 
Rod, Nathalie y los niños continúan escapando de las aves, y se meten en un bosque donde se encuentran a un ambientalista llamado Tom Hill, quien les advierte de los peligros del calentamiento global. Luego de escapar de un incendio forestal, el cuarteto se detiene en una pequeña playa, donde Rod pesca algo para cenar. Cuando están por comer, son atacados por las aves, pero un grupo de palomas aparece, y los otros pájaros se van pacíficamente. El film finaliza mientras Rod, Natalie y los niños observan a las aves volando hacia el horizonte.

## Reparto
- Alan Bagh como Rod.
- Whitney Moore como Nathalie.
- Adam Sessa como Ramsey.
- Catherine Batcha como Becky.
- Janae Caster como Susan.
- Colton Osborne como Tony.
- Rick Camp como el dr. Jones
- Stephen Gustavson como Tom Hill.

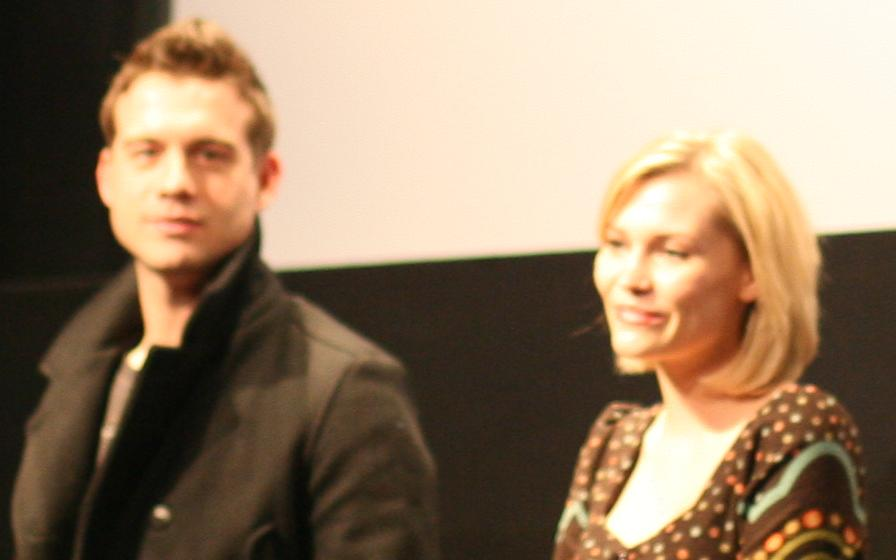
Alan Bagh y Whitney Moore protagonizaron Birdemic.

- Patsy van Ettinger como la madre de Nathalie.
- Mona Lisa Moon como Mai.
- Danny Webber como Rick.
- Jake Pennington como Clark.